# お役者文七捕物暦 蜘蛛の巣屋敷
『お役者文七捕物暦 蜘蛛の巣屋敷』（おやくしゃぶんしちとりものこよみ くものすやしき）は、1959年（昭和34年）4月1日公開の日本映画である。東映製作・配給。監督は沢島忠、主演は中村錦之助。カラー、東映スコープ、98分。
原作は横溝正史の推理小説『蜘蛛の巣屋敷』で、播磨屋一家が総出演した。

## スタッフ
- 監督：沢島忠
- 脚本：比佐芳武
- 原作：横溝正史
- 企画：辻野公晴、小川貴也
- 撮影：坪井誠
- 音楽：鈴木静一
- 美術：井川徳道
- 編集：宮本信太郎

## キャスト
- お役者文七：中村錦之助

- 中村歌六（文七の父）：三代目中村時蔵[2]

- 池田大助：中村賀津雄
- 勝田駿河守：中村歌昇
- 秀太郎：中村米吉（当時8歳[2]）
- 中村しうか：中村芝雀

- お半：桜町弘子
- 輝姫：雪代敬子
- おとよ：花園ひろみ
- 滝川：日高澄子
- お千賀：喜多川千鶴

- 永瀬大全・永瀬七之助：原健策
- 石子伴作：片岡栄二郎
- 眞柄十太夫：香川良介
- 浜口藤十郎：清川荘司
- 作右ヱ門：星十郎
- 藤兵ヱ：吉田義夫
- だるまの金兵ヱ：沢村宗之助
- 藤川市之亟：徳大寺伸
- 丹沢大五郎：岡譲司
- 重兵ヱ：高松錦之助
- 手代木軍之進：中村時之介
- 篠の井：松浦築枝
- お倉：赤木春恵
- 追畑十太夫：水野浩
- 源造：団徳麿

- 松前屋多左ヱ門：進藤英太郎
- 水野和泉守：山形勲
- 内藤監物：薄田研二

- 大岡越前守：片岡千恵蔵

## 同時上映
『月光仮面 怪獣コング』
- 原作：川内康範／脚本：織田清司／監督：相野田悟／主演：大村文武